# Hitradio RTL Sachsen
Hitradio RTL (Eigenschreibweise: HITRADIO RTL) ist ein privater Hörfunksender aus Sachsen. Sendestart war der 12. Juli 2004. Hitradio RTL ging durch einen Relaunch aus dem Sender Hit-Radio Antenne Sachsen hervor. Der Hauptsitz von Hitradio RTL ist im Dresdner Ammonhof. Dort hat der Sender mit Radio Dresden und Apollo radio den gemeinsamen Sitz.
Das Programm von Hitradio RTL stammt von der Broadcast Sachsen GmbH & Co. KG, die unter anderem Antenne Sachsen sowie auch die sechs Hörfunkwellen des Sachsen Funkpakets bestückt. Das Repertoire des Senders mit dem Slogan 80er, 90er, 100% Sachsensound beinhaltet Musik seit den 1980er-Jahren.

## Allgemeine Informationen
Hitradio RTL strahlt ein 24-Stunden-Vollprogramm aus. Das Programm wird den Hörerwünschen und -bedürfnissen sowie den Ergebnissen der Marktforschung entsprechend angepasst. Als Schwerpunkt überträgt der Sender das Adult-Contemporary-Format, da als Zielgruppe besonders die 30- bis 49-jährigen Hörer von Interesse sind. Eckpunkte im Programm sind Nachrichten immer zur vollen Stunde, Schlagzeilen und Kurzmeldungen immer zur halben Stunde, sowie der Verkehrsservice. Außerdem organisiert der Sender Aktionen, Events und Unterhaltungsveranstaltungen sowie Sendungen für Familien.
Das gesamte Programm von Hitradio RTL wird in den Funkhäusern in Dresden und Leipzig zusammengestellt. Einzelne regionale Beiträge kommen aus den Lokalstudios des Sachsen Funkpakets.

## Geschichte
Am 1. April 1993 ging Antenne Sachsen zum ersten Mal auf Sendung. Antenne Sachsen sendete sein „Adult Contemporary-Musikformat“ mit Schwerpunkt auf Oldies und hatte einen relativ hohen Wortanteil von 30 Prozent. Damit zielte der Sender auf das kaufkräftige Publikum zwischen 30 und 49 Jahren. Am 4. August 1998 wurde der Privatsender ohne Vorankündigung in Hit-Radio Antenne Sachsen umbenannt und erhielt ein neues Logo. Zudem wurde das bisherige „Schlager-/Oldie-Format“ aufgegeben. In den folgenden Jahren verlor Hit-Radio Antenne Sachsen allerdings Hörerschaft. Verschiedene Programmumformungen wie Einführung des „Fifty-Fifty-Mix“ stoppten den Abwärtstrend zunächst nicht. 2004 übernahm ein neues Team mit Klaus Morell als neuer Geschäftsführer die Führung, Jürgen Kaul als neuer Programmdirektor folgte.
Am 12. Juli 2004 erfolgte ein Neustart und Hit-Radio Antenne Sachsen wurde durch Hitradio RTL – Wir sind Sachsen ersetzt. Mit dem Claim Die größten Hits aller Zeiten, mehr Regionalität in Sachsen und der starken Marke „RTL“ der RTL Group im Rücken startete der Sender in eine neue Zukunft. Seit dem 1. Januar 2005 wird Hitradio RTL – Wir sind Sachsen von der neu gegründeten Broadcast Sachsen GmbH produziert, zu der seitdem auch das Sachsen Funkpaket gehört. Neuer Geschäftsführer der Gesellschaft wurde Tino Utassy. Der bisherige Geschäftsführer Klaus Morell erhielt innerhalb des Senders neue Aufgaben und verließ diesen im Jahr 2009. Mit dem Wechsel des Geschäftsführers erfolgte die Umbenennung zu Hitradio RTL Sachsen, wobei der Slogan Wir sind Sachsen entfiel. Im Mai 2005 erfolgte der Umzug in den Ammonhof beim World Trade Center Dresden, wo der Sender ein neues Sendestudio unter dem seitdem gemeinsamen Dach mit Radio Dresden und den soundjack tonstudios bezog.
Am 23. Juni 2008 erhielt der Sender ein neues Format, das in „Adult Contemporary“ geändert wurde. Es wurden fast nur noch aktuelle Hits gespielt und ebenso kam ein neues Jinglepaket zum Einsatz. Der Sender bekam dabei den Namen Hitradio RTL. Das Programm wurde deutlich auf eine jüngere Hörerschaft ausgerichtet: der Slogan des Senders lautete nun Sachsens neuer MusikMix. Im Januar 2019 wurde die Musikauswahl wieder umgestellt, einen großen Anteil bildet seither „Musik der 80er und 90er“.

## Funkhaus
Produziert wird das Programm von Hitradio RTL seit Mai 2005 im Ammonhof (Ammonstraße 35) in Dresden. Dort sitzt Hitradio RTL unter einem Dach mit Radio Dresden. Seit Sendestart hatte Hitradio RTL sein Funkhaus auf der Breitscheidstraße. Im Zuge des Umzuges im Mai 2005 erhielt Hitradio RTL zwei neue Sendestudios. Im August 2016 wurde damit begonnen, die Studiotechnik zu erneuern. Dabei entstand ein komplett neues und größeres Hauptsendestudio, welches im Juni 2017 durch ein neues kleineres Backup-Studio ergänzt wurde. Seit Dezember 2020 verfügt man über ein Außenstudio im Leipziger Listhaus, wo auch Radio Leipzig seinen Sitz hat. Aus diesem wird die Hit Radio RTL Morningshow mit Uwe Fischer und Katja Möckel gesendet.

## Programmdirektoren
- Jürgen Kaul (07/2004 – 04/2006)
- Klaus Vorbrodt (02/2007 – 03/2008)
- Uwe Schneider (03/2008 – 12/2009)
- Matthias Montag (05/2010 – 04/2013)
- Karin Müller (01/2014 – 04/2014)
- Thomas Klingelschmitt (04/2014 – 11/2015)
- Markus Grieger (10/2017 – 12/2018)
- Hagen Ullrich (seit 07/2019)

## Programm
| Sendezeit           | Sendungsname                    | Moderatoren                         |
| ------------------- | ------------------------------- | ----------------------------------- |
| 0500 Uhr - 1000 Uhr | Die Hitradio RTL Morningshow    | mit Uwe Fischer und Katja Möckel    |
| 1000 Uhr - 1400 Uhr | Der Hitradio RTL Musikvormittag | mit Ariane Fiedler                  |
| 1400 Uhr - 1900 Uhr | Die Hitradio RTL Feierabendshow | mit Mirko Jacob und Claudia Heidler |
| 1900 Uhr - 0500 Uhr | 80er, 90er, 100% Sachsensound   | Programm ohne Moderation            |

| Sendezeit           | Sendungsname                      | Moderatoren                         |
| ------------------- | --------------------------------- | ----------------------------------- |
| 0500 Uhr - 1000 Uhr | Die Hitradio RTL Morningshow      | mit Uwe Fischer und Katja Möckel    |
| 1000 Uhr - 1400 Uhr | Der Hitradio RTL Musikvormittag   | mit Ariane Fiedler                  |
| 1400 Uhr - 1900 Uhr | Die Hitradio RTL Feierabendshow   | mit Mirko Jacob und Claudia Heidler |
| 1900 Uhr - 2300 Uhr | Die Sendung ohne Namen            | mit Christian Bieselt               |
| 2300 Uhr - 0600 Uhr | Die Hitradio RTL 80er Wochenenden | Programm ohne Moderation            |

| Sendezeit           | Sendungsname                      | Moderatoren                       |
| ------------------- | --------------------------------- | --------------------------------- |
| 0600 Uhr - 1300 Uhr | Die Hitradio RTL 80er Wochenenden | mit Axel Metz                     |
| 1300 Uhr - 1900 Uhr | Die Hitradio RTL 80er Wochenenden | mit Daniel Pavel oder Lydia Ernst |
| 1900 Uhr - 2300 Uhr | Die 80er Party am Wochenende      | Programm ohne Moderation          |
| 2300 Uhr - 0700 Uhr | Die Hitradio RTL 80er Wochenenden | Programm ohne Moderation          |

| Sendezeit           | Sendungsname                      | Moderatoren                          |
| ------------------- | --------------------------------- | ------------------------------------ |
| 0700 Uhr - 1300 Uhr | Die Hitradio RTL 80er Wochenenden | mit Ariane Fiedler oder Daniel Pavel |
| 1300 Uhr - 1900 Uhr | Die Hitradio RTL 80er Wochenenden | mit Stephan Bodinus                  |
| 1900 Uhr - 0000 Uhr | Die Hitradio RTL 80er Wochenenden | Programm ohne Moderation             |
| 00 Uhr - 0500 Uhr   | 80er, 90er, 100% Sachsensound     | Programm ohne Moderation             |

## Mitarbeiter
Moderatoren
| - Uwe Fischer - Katja Möckel - Ariane Fiedler | - Mirko Jacob - Claudia Heidler - Stephan Bodinus | - Axel Metz - Lydia Ernst - Daniel Pavel | - Mark Mathew - Christian Bieselt |

| Redaktionsleitung - Matthias Gabler | Nachrichtenredaktion - Ingo Encke - Janis Müller - Michael Daub | Kirchenredaktion - Maxi Konag - Michaela Stahl | Sportredaktion - Jens Umbreit |

Stationvoice
- Michael Betz (seit 01/2019)
- Maja Sommer (seit 07/2008)
- Markus Haase (02/2016 – 12/2018)
- Patrick Linke (07/2004 – 01/2016)
- Daniela Hoffmann (07/2004 – 06/2008)

## Empfang
Das Programm von Hitradio RTL ist wie folgt zu empfangen:
| Region   | UKW       |
| -------- | --------- |
| Dresden  | 105,2 MHz |
| Leipzig  | 106,9 MHz |
| Oschatz  | 104,7 MHz |
| Chemnitz | 105,4 MHz |
| Lausitz  | 105,6 MHz |
| Vogtland | 106,0 MHz |

| Region   | DAB+   |
| -------- | ------ |
| Dresden  | 7A     |
| Chemnitz | 8A, 5B |
| Leipzig  | 10A    |
| Freiberg | 10D    |

Als Livestream wird Hitradio RTL weltweit im Internet übertragen.
Des Weiteren werden weitere Streams angeboten:
- Livestream (Hitradio RTL)
- Top 40
- Oldies
- 80er
- 90er
- 80er bis heute
- Partymix
- Schlager
- Weihnachtsradio